# Fernando Méndez Capote
Fernando Méndez Capote (Cárdenas, 1853-La Habana, 1947) fue un médico cubano.

## Biografía

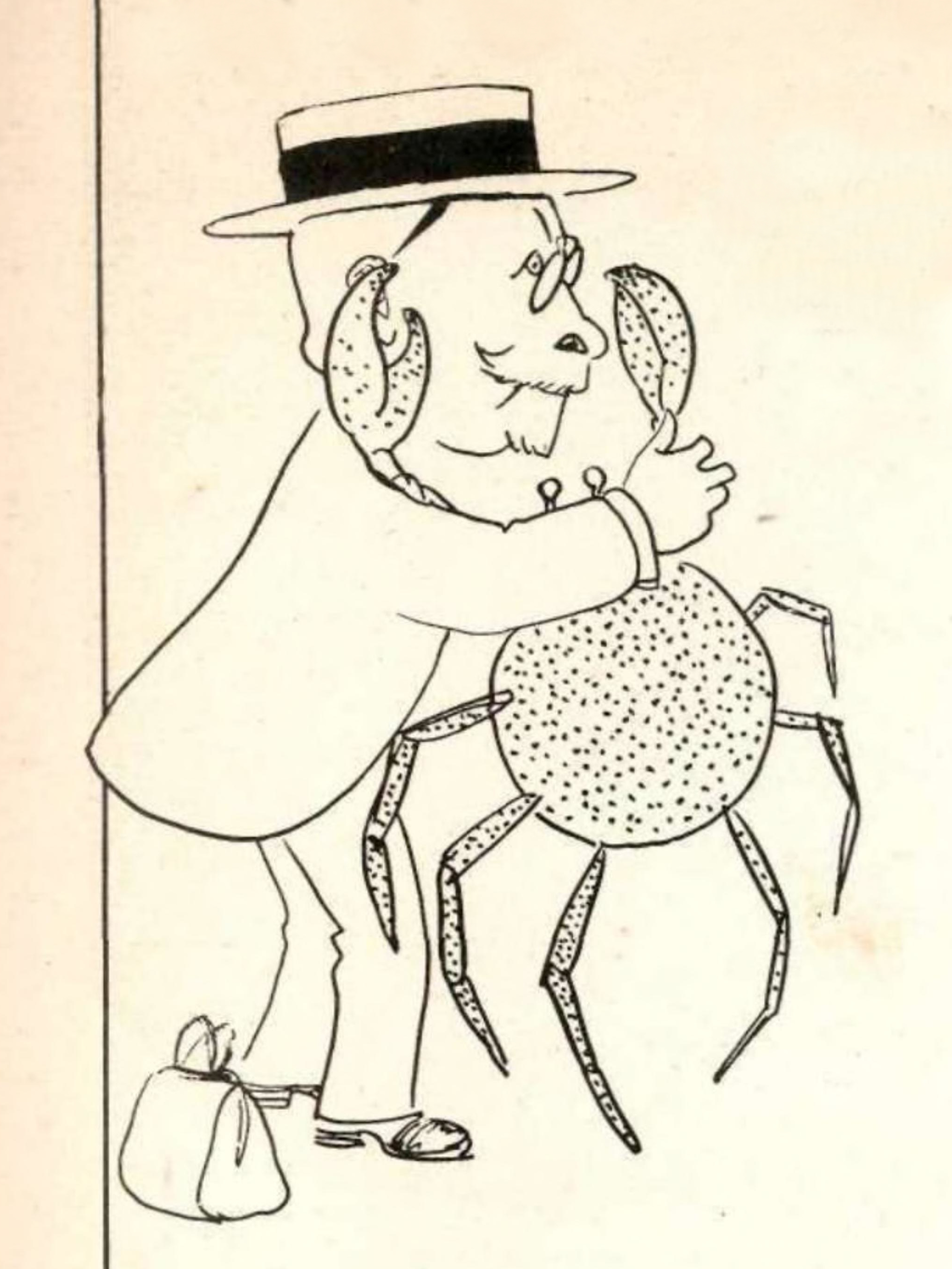
Retratado por Massaguer en la revista Social (1919)

Nació el 28 de septiembre de 1853 en el municipio cubano de Cárdenas, concretamente en Lagunillas, y era hermano de Domingo Méndez Capote. Cirujano y ginecólogo, fue vicepresidente de la Academia de Ciencias, director de Beneficencia Pública y presidente del Colegio Médico. Falleció el 31 de junio de 1947 en El Vedado y fue enterrado en la necrópolis de Cristóbal Colón.